# L'Esprit de la chevalerie
Pour plus de détails, voir Fiche technique et Distribution.
L'Esprit de la chevalerie (Richard the Lion-Hearted) est un film muet américain réalisé par Chester Withey et sorti en 1923.
Ce film est une adaptation du roman historique de Walter Scott Le Talisman (The Talisman), deuxième volume de la série « Histoires du temps des croisades » (Tales of the Crusaders), paru le même jour que le premier volume, Les Fiancés (The Betrothed), le 22 juin 1825, dont l'action se déroule à la fin du XIIe siècle, durant la troisième croisade (1189-1192), et met en scène l'affrontement entre le roi d'Angleterre Richard Cœur de Lion et le sultan Saladin.
L'idée première de Scott est de montrer un Richard Cœur de Lion cruel et violent — défauts que les Occidentaux prêtent facilement aux sultans d’Orient — face à un Saladin prudent et avisé — qualités que les Occidentaux attribuent plus volontiers à leurs propres souverains. En dépit du contraste dans les caractères, les deux hommes font assaut de vertus chevaleresques telles que bravoure et générosité.
Le roman sera à nouveau adapté au cinéma en 1954 par David Butler, sous le titre King Richard and the Crusaders.

## Fiche technique
- Titre : L'Esprit de la chevalerie
- Titre original : Richard the Lion-Hearted
- Réalisation : Chester Withey
- Scénario : Frank E. Woods, d'après le roman historique de Walter Scott Le Talisman
- Photographie : Joseph Walker
- Montage :
- Musique : William Axt
- Producteur : Thompson Buchanan, Elmer Harris, Clark W. Thomas, Frank E. Woods
- Société de production : Allied Producers, Associated Authors
- Société de distribution : Allied Producers & Distributors Corporation, Les Artistes Associés
- Pays de production :  États-Unis
- Langue : film muet avec les intertitres en anglais
- Format : Noir et blanc — 35 mm — 1,33:1 — Muet
- Genre : Drame, aventure et historique
- Durée : 80 minutes (1 h 20)
- Dates de sortie : 
  - États-Unis : 15 octobre 1923
  - France : 11 juillet 1924

## Distribution
- Wallace Beery : Richard Cœur de Lion
- Charles K. Gerrard : le sultan Saladin
- Kathleen Clifford (en) : la reine Bérangère de Navarre
- Marguerite De La Motte : Lady Edith Plantagenet
- John Bowers : Sir Kenneth, chevalier du Léopard
- Clarence Geldart : Conrad de Montferrat
- Wilbur Higby : Sir Thomas de Vaux
- Tully Marshall : l'archevêque de Tyr
- Melbourne MacDowell